# 標緻汽車

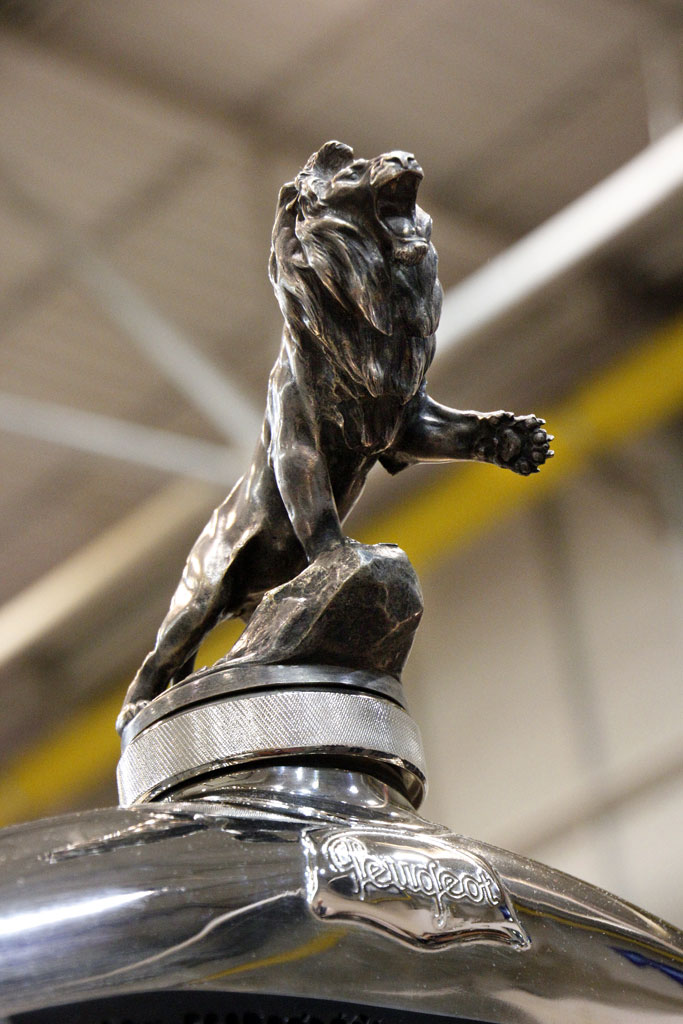
1928至29年間生產的標緻184型車款上之雄獅廠徽，當時仍採20世紀初期流行之立體設計。

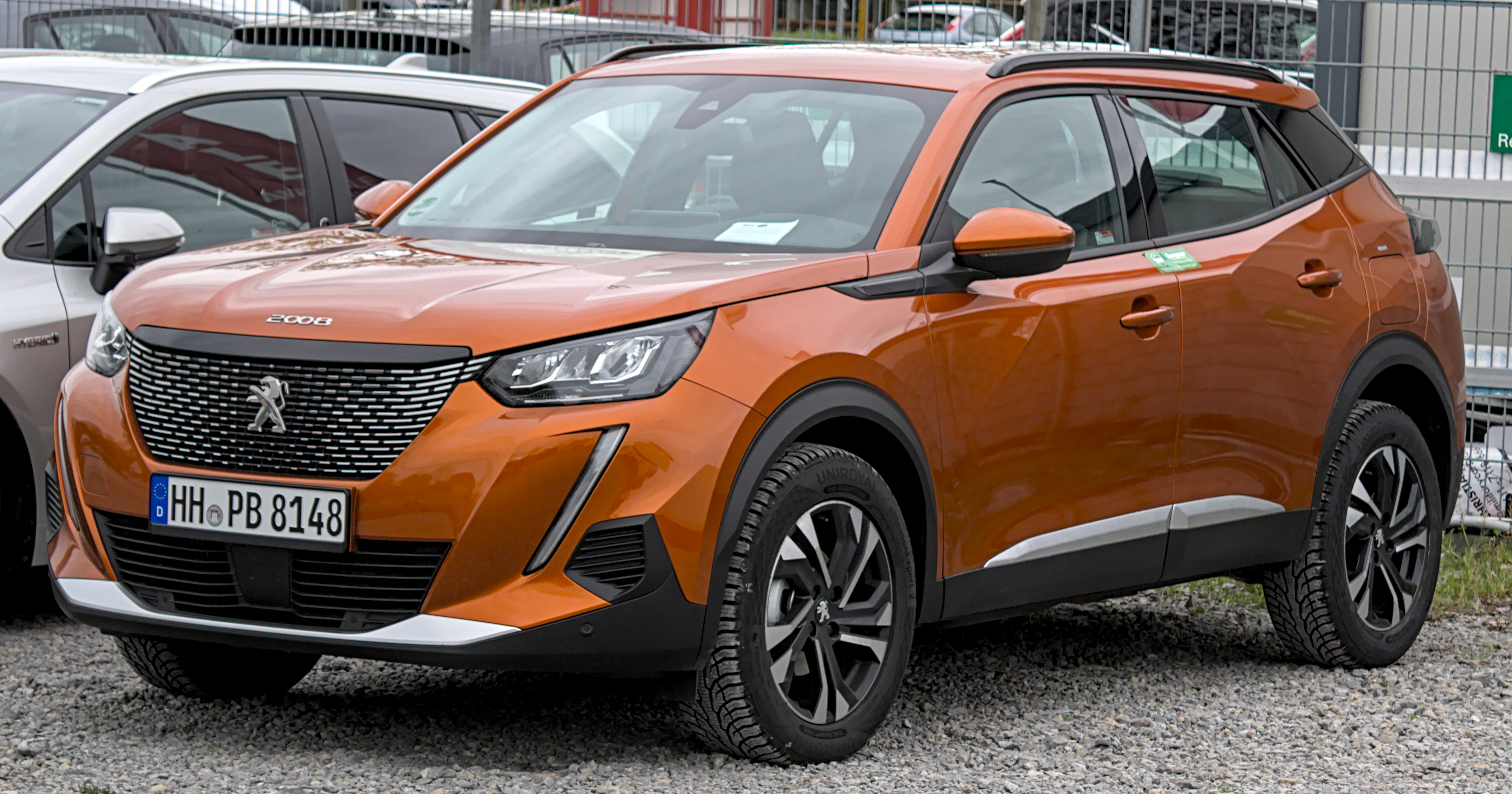
標緻2008

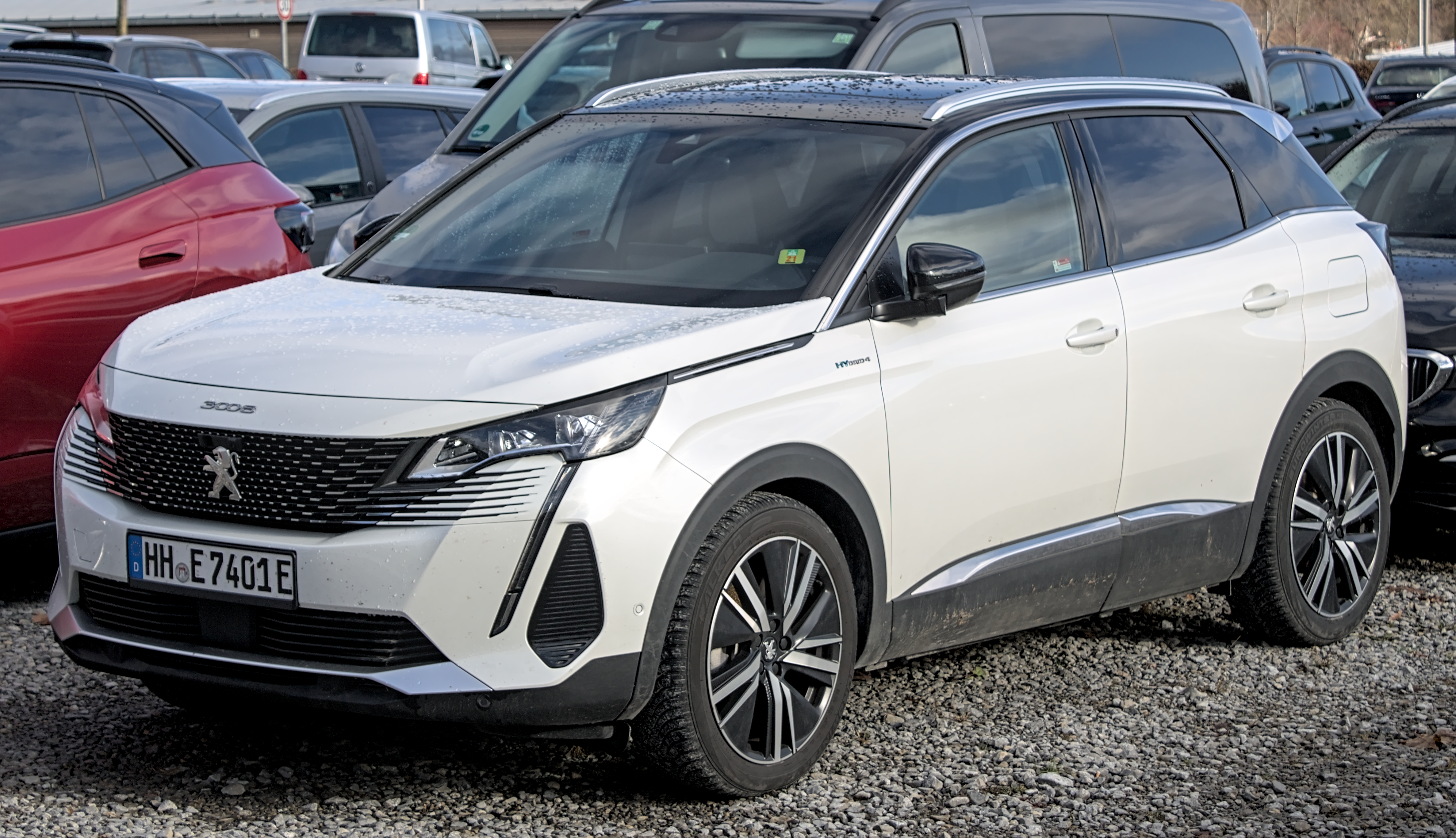
標緻3008

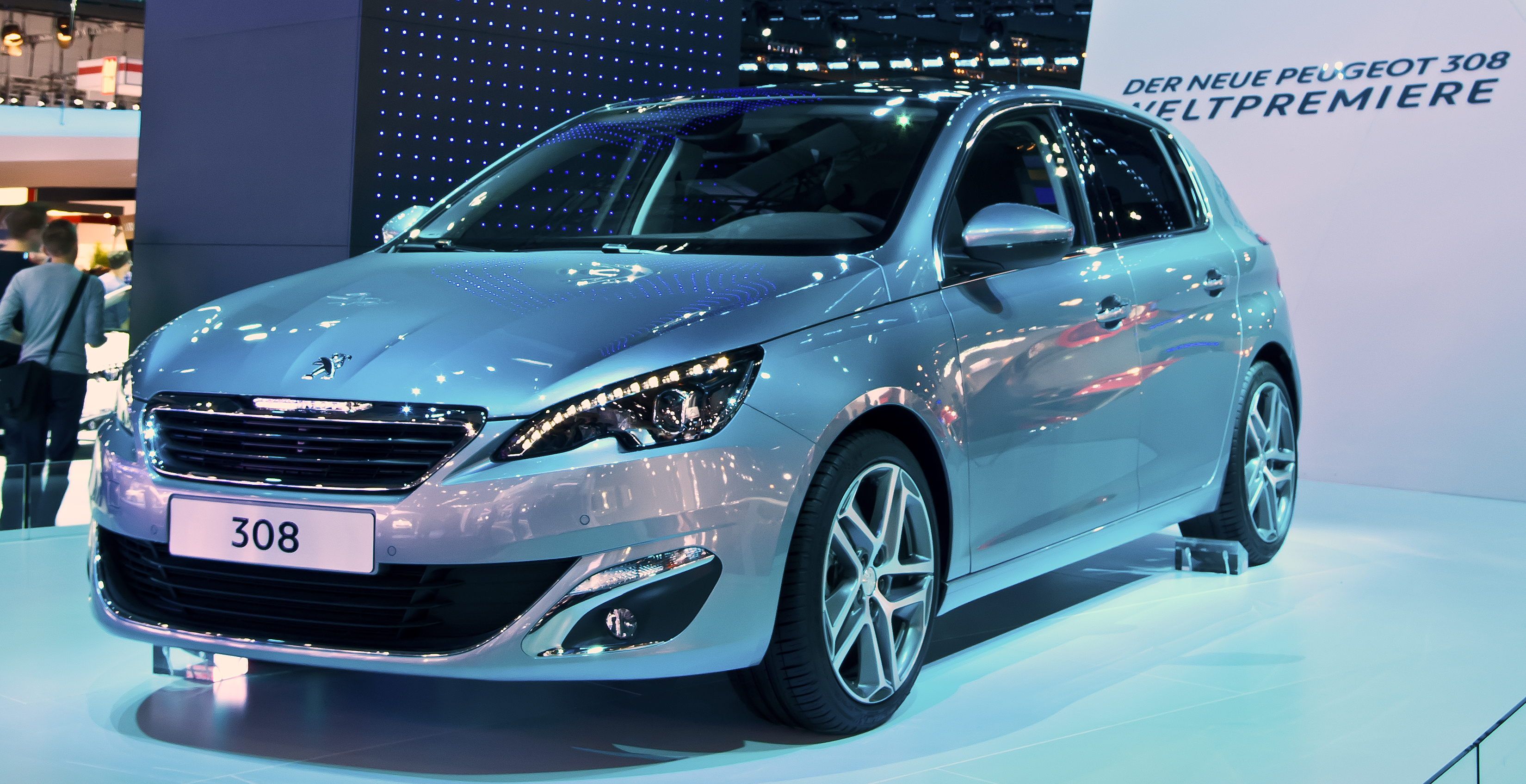
曾入選2014年COTY的标致308

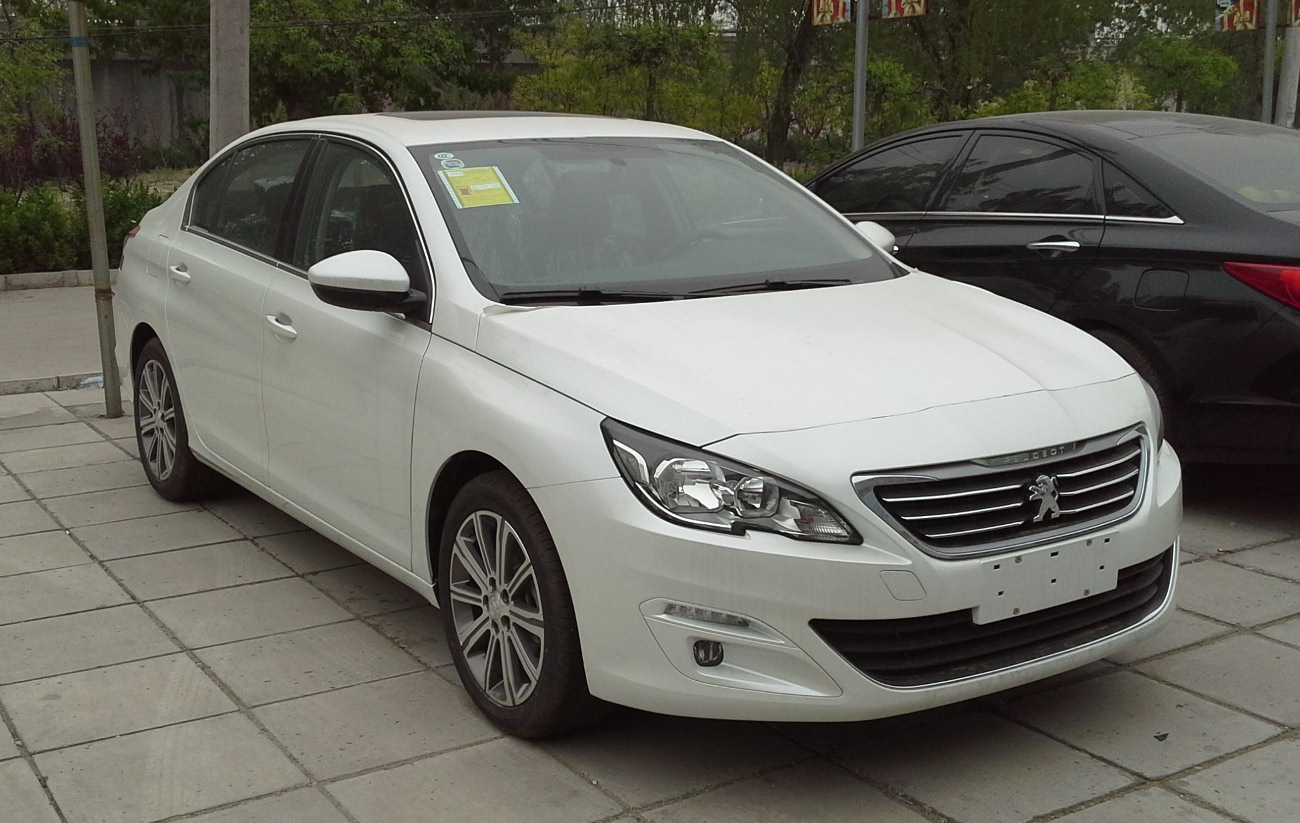
標緻408

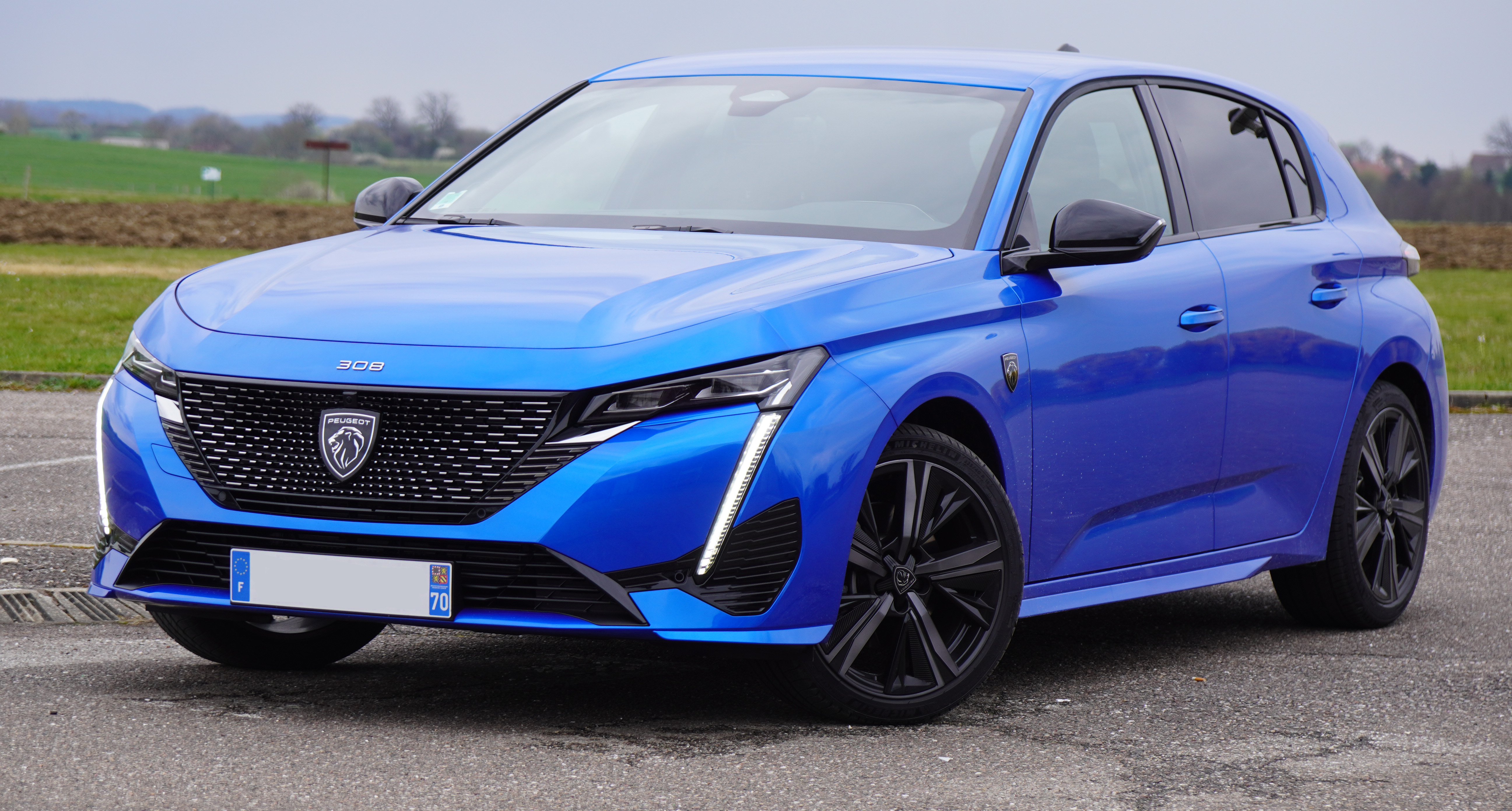
標緻308

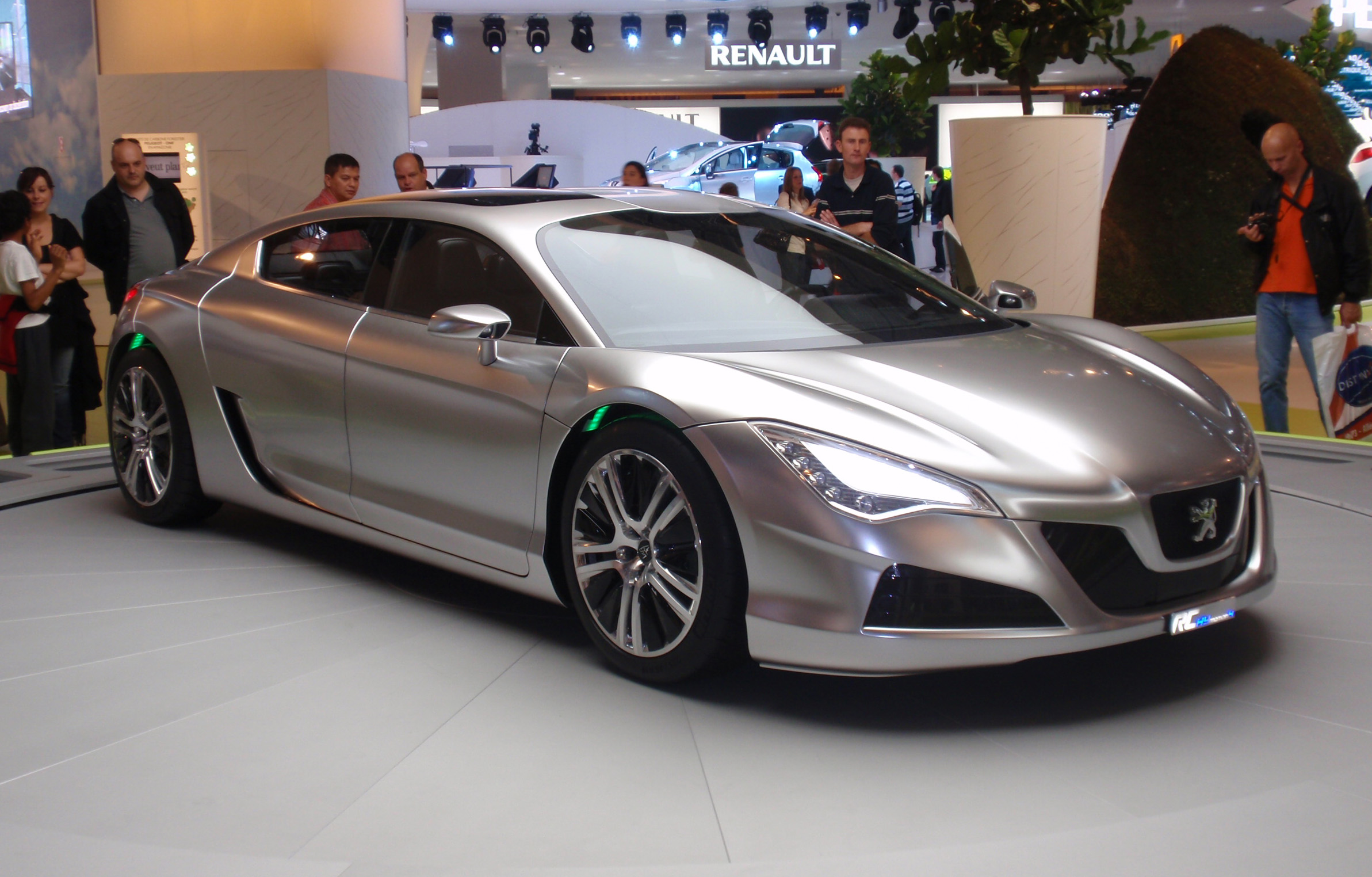
標緻RC Hybrid4, 2008

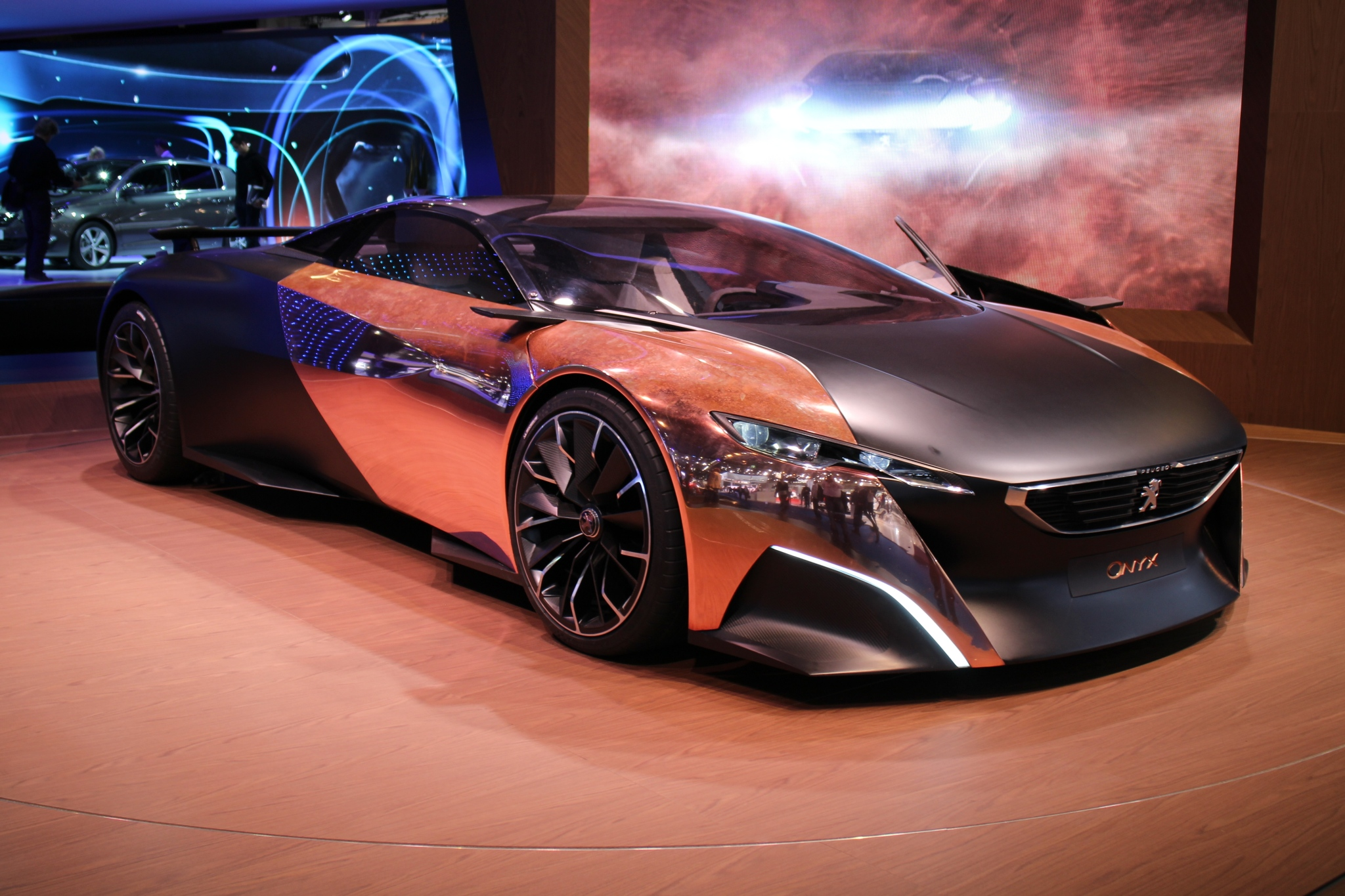
標緻Onyx, 2012

标致（Peugeot，美國 /puːˈʒoʊ/; 英國 /ˈpɜːʒoʊ/; 法語發音：[pøʒo]）是法国、意大利及美國合資的Stellantis集团（Stellantis N.V.）旗下子品牌，又稱宝狮或普獅，創立於1810年，是當今世界上最古老的汽車公司，也是一間歷史久遠且對汽車工業的發展有重大貢獻的汽車厂。旗下的汽车、機車、自行车品牌，总部位于法国索绍。寶獅汽車主要生產中小型家用房車，但也有生產一些像運動或競技用跑車、軍用越野車或大型豪華轎車之類。其标誌为雄性獅子。

## 历史
标致工厂从事制造业年代久遠，創始人珀若的家族出身於杜省瓦朗蒂涅，於1810年創設鐵工廠。起初生產鋸子等手工具，後來產品線擴大到咖啡研磨器、胡椒研磨器，於1880年代開始生產自行车（因當時工廠生產克里諾林裙襯，技術可應用在自行車輪圈上），從此标致进入有轮交通工具领域。阿爾芒·珀若（Armand Peugeot）于1882年1月1日推出了“Le Grand Bi”的penny-farthing及其随后的一系列自行车。
阿爾芒·珀若在与戈特利布·戴姆勒（Gottlieb Daimler）会面之后，就开始对汽车发生兴趣。1889年2月28日，标致生产了其第一辆汽车（三轮蒸汽动力）。惟蒸汽机笨重且体积巨大，且在开动前，需要作很长时间准备。所以随着燃油内燃机发动机出现，蒸汽机很快被淘汰。
1892年，标致共生产了29辆车。标致也是那年第一家在汽油动力汽车上采用橡胶轮胎的制造商。
1896年，标致推出了自己的发动机，从此不再依靠戴姆勒提供。汽车的技术也不断进步，发动机从汽车下面被移到了前面发动机盖下面，方向盘也被采用，这时的车看起来已经非常像现代的汽车了。
1903年，标致还推出了摩托车并使用标致的品牌直到今天。
1913年，法國車手喬治·布瓦婁（Georges Boillot）與朱尔·古（Jules Goux）分別驾驶标致賽車贏得在亞眠舉行的法國大獎賽（French Grand Prix）與美國的印地安纳波利斯500大赛（Indianapolis 500），其中後者更是首度有歐洲車手與車廠在這場美國賽事中奪冠的紀錄。這款賽車使用了瑞士工程師恩尼斯·翁西（Ernest Henry）所设计的直列四缸发动机，擁有以當時而言非常先進的設計。之後第一次世界大战爆發，在大戰期间滞留在美国的标致赛车手参加了翌年的1914年赛季，由于不能从法国运来零部件，所以车主鮑伯·博曼（Bob Burman）就将它送到哈里·米勒（Harry Miller）和年轻的机械师弗雷德·奥芬豪瑟（Fred Offenhauser）的修车行去保养。他们对标致发动机的熟悉成就了著名的米勒赛车用发动机，后来又发展成奥芬豪瑟赛车发动机（Offenhauser Racing Engines）。
那一年，标致生产了法国一半的汽车。1916年和1919年再次赢得了印地安纳波利斯500大赛。
1914年至1918年期间，标致转型为主要的武器和军车生产商，包括自行车、坦克和炮弹。战后，汽车的生产又重回正轨，汽车也不再是富人们的玩具，成了大众可以承受的消费品。
1929年，标致201推出，这是标致第一次使用数字（中间为“0”的三位数字）对产品进行命名，这也成为以后标致命名的方法。这也是第一款量产的独立前悬挂的汽车。1934年標緻推出全球第一輛電動金屬車頂的敞篷車402 BL Éclipse Décapotable，這種成本較高的可摺疊金屬車頂設計在90年代後又開始在敞篷車中流行起來。
1945年第二次世界大戰結束，1948年标致重新生产汽车，推出标致203。随后又推出了多种型号，其中不少都是由意大利賓尼法利纳公司（Pininfarina）设计。1958年，标致进入美国市场。一如其他欧洲制造商，标致从1966年至1972年，分别与雷诺、沃尔沃共同生产汽车。
1974年，标致收购了雪鐵龍30的股份，并在1976年法国政府注入大量资金后，完全接管了新公司。雪鐵龍的支持者抱怨这样的合并令雪铁龙的创新传统和特色无法传承。合并后的母公司叫PSA (Peugeot Société Anonyme) 集团，两个品牌仍然独立存在，但是共享工程和技术资源。
1978年，由于克莱斯勒陷入困境，集团买下克莱斯勒欧洲分部（前身是Rootes和Simca公司）。这些工厂设备陈旧，款式过时，这笔投资也给PSA集团带来了财务问题，但1979年Chrysler/Simca Horizon仍獲選為歐洲Car of the year。自此之后克莱斯勒/Simca的车型改用Talbot这一品牌，直到1986年停产。标致买下的克莱斯勒欧洲分部共生产克莱斯勒的Sunbeam, Horizon, Avenger和Alpine这几种款式。在80年代初期，还推出了Talbot牌的新款式--Solara（Alpine掀背车的四门款）， Samba（替代Sunbeam的小型掀背车），以及Tagora（以标致505为原型的大型四门轿车）。
1983年，标致205大获成功，使得整个方向转好，之后一系列成功车型陆续推出。
1986年，Talbot这一品牌被取消，Horizon/Alpine/Solara等车型全部停止生产。Talbot牌Arizona型车改称309，在 Ryton 和 Poissy 的生产流水线也相应改为生产标致车。这是一个重要的时刻，因为这意味着标致第一次在英国生产。Talbot品牌在一些商用车辆上还存活了一段时间，1992年，它被完全的取消掉了。
2004和11年，標緻香港代理權兩度由森那美奪得。
2010年，配合品牌創立200週年，寶獅汽車公開經過修改的新版品牌識別標誌，並同時更新了其全球企業形象標語，從原本所使用的「Engineered to be Enjoyed」（享樂的工藝）改為「Motion & Emotion」（動感與感性）。
2019年10月31日，標緻母公司 — 標緻雪鐵龍集團和快意佳士拿汽車將會合併成為一間雙方股東各佔50%的新公司，PSA股東每股將取得新公司1.742股的股票，快意佳士拿汽車股東的換股比率則是1比1，合併完成後，新公司會是世界第4大車廠。
2020年7月16日，PSA與快意佳士拿汽車已經完成合併，並定名為Stellantis集團，新集團的總部將會設立在阿姆斯特丹，並會在米蘭、紐約及巴黎上市。
2021年1月21日，Stellantis集團正式成立，並成為全球第四大汽車集團；而標緻則成為Stellantis旗下的子品牌。

## 汽车运动

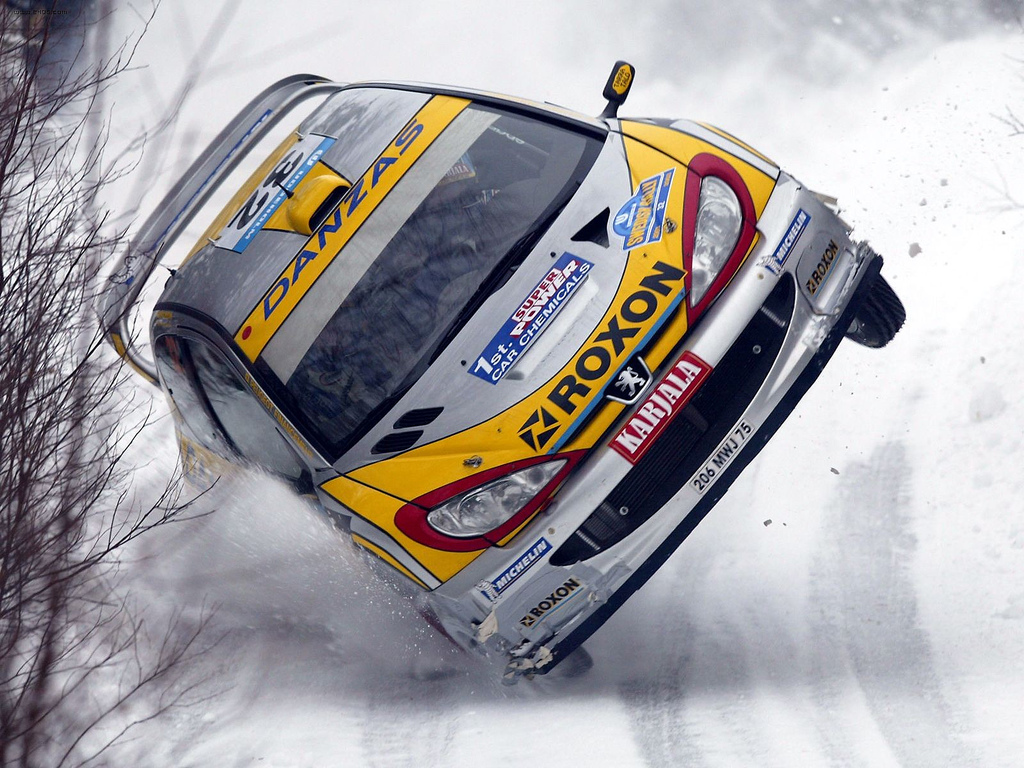
在2003年瑞典拉力赛中由儒索·皮卡里斯托驾驶的标緻206赛车

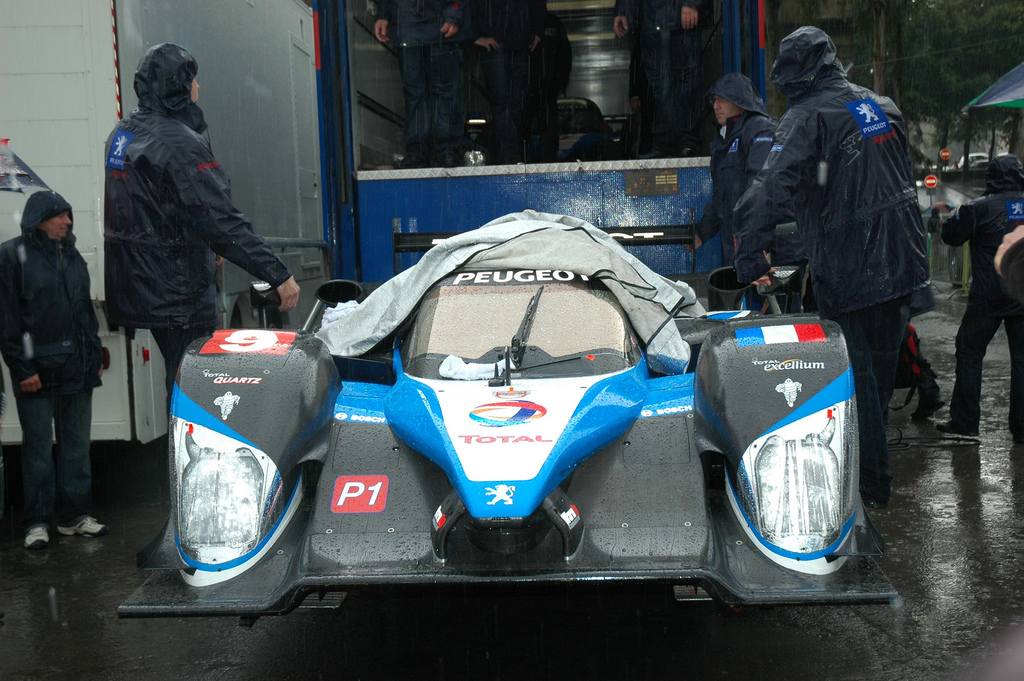
Peugeot的原型賽車908 HDi FAP於2009年成功打敗Audi R15 TDI，得到2009年利曼24小時耐力賽終總冠軍和第二名。

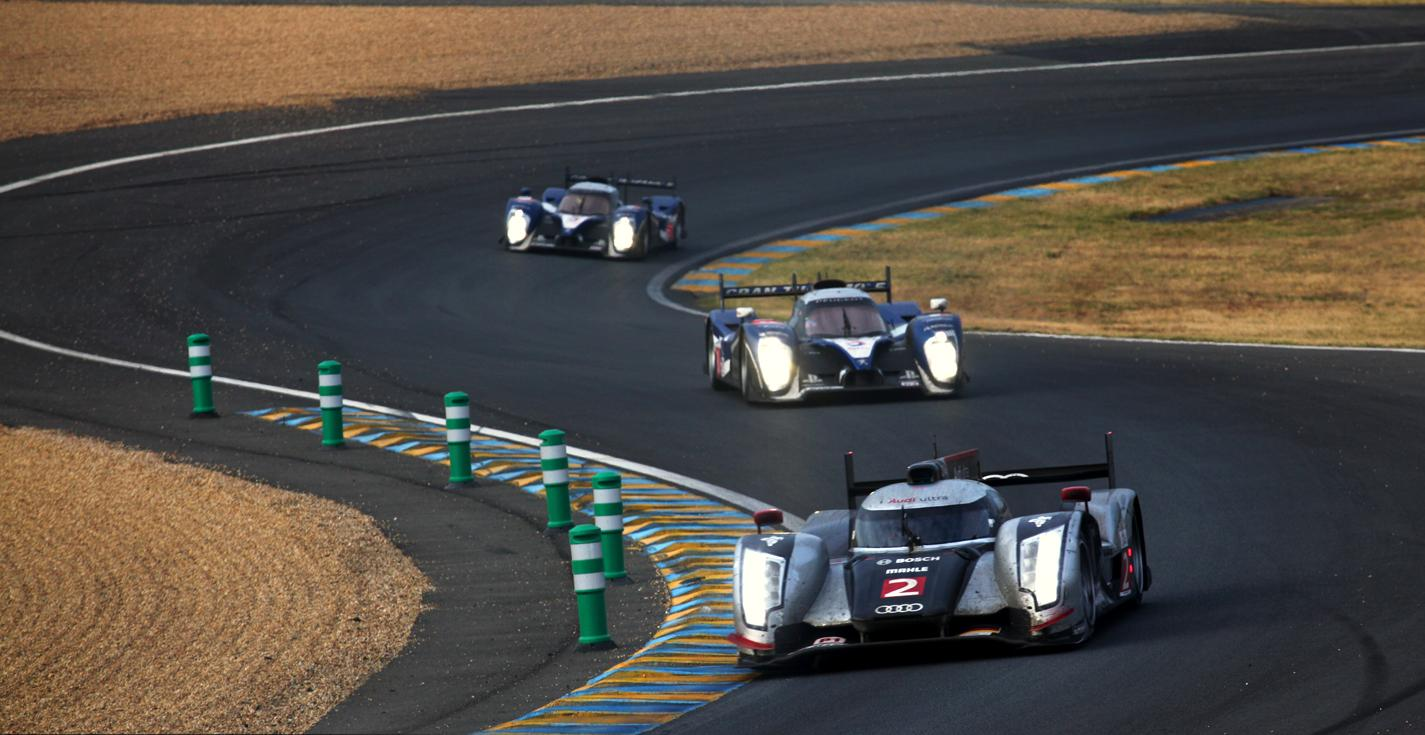
Peugeot 908於2011年利曼24小時耐力賽中與Audi R18 TDi互相追逐。

标致公司是長年參與世界拉力锦标赛（WRC）的車廠之一，曾在1970年代與1980年代分別以504與205 Turbo 16等車款參賽WRC，並奪得多屆冠軍。1999年時，寶獅推出以206為基礎改良而成的越野競賽專用車款206 WRC角逐WRC賽場，擊敗速霸陸Impreza、福特Focus RS WRC和三菱Lancer Evolution等冠军常客，拿下2000到2002年連續三個賽季的車廠綜合冠軍。2004年時，車廠以307的雙門版本307 CC為基礎，開發出WRC專用的競技版本307 WRC參賽。但除了零星的幾場單場冠軍外，307 WRC未曾奪得過年度冠軍，整體表現較之206 WRC就顯得逊色。
在1990年代中期，车坛传奇人物--蒂姆哈维（Tim Harvey）驾驶标致406四门车在世界很多国家取得了量产车赛的冠军，包括法国、德国和澳大利亚，但是没有在最重要的英国量产车赛上获胜。
1996年，参赛的车辆外装为红色，1997-98年采用醒目的绿色和金色火焰设计。最初406未获冠军，大家都认为是悬挂系统的问题，但现在很清楚原因是当时车队缺少资金支持，另外引擎在直道加速上存在不足。
2001年，标致用三辆406两门版赛车参加英国量产车赛，竞争对手是Vauxhall的Astra两门版，不幸的是406两门版已经是产品生命期的尽头，尽管它也有回光返照，但竞争力实在有限，著名车手史蒂夫索珀在赛道上领先了大半时间，到了最后几圈因为引擎故障而失去冠军。当年末，406两门版正式退出，而取代它的是标致307，当然在2002年也所向披靡。
2005年末307退役，标致用307cc参加世界拉力锦标赛。另外，从1987年到1990年，标致连续4年获得了以赛程严酷知名的巴黎-达喀尔拉力赛冠军。
90年代，标致公司派出Peugeot 905参加勒芒24小时车赛，并取得了92 (905)年和93 (905 Evo 1b)年的冠军。2007年标致还会参加，参赛的车辆采用柴油发动机 , 最後於2009年成功打敗Audi R15 TDI , 得到2009年利曼24小時耐力賽終總冠軍和第二名。之後憑著Peugeot 908 / 908 HDi FAP於2010年和2011年都得到Intercontinental Le Mans Cup車廠冠軍 。
标致还为一级方程式车队提供支持，最主要的包括1998至2000赛季支持普罗斯特车队。

## 产品型號

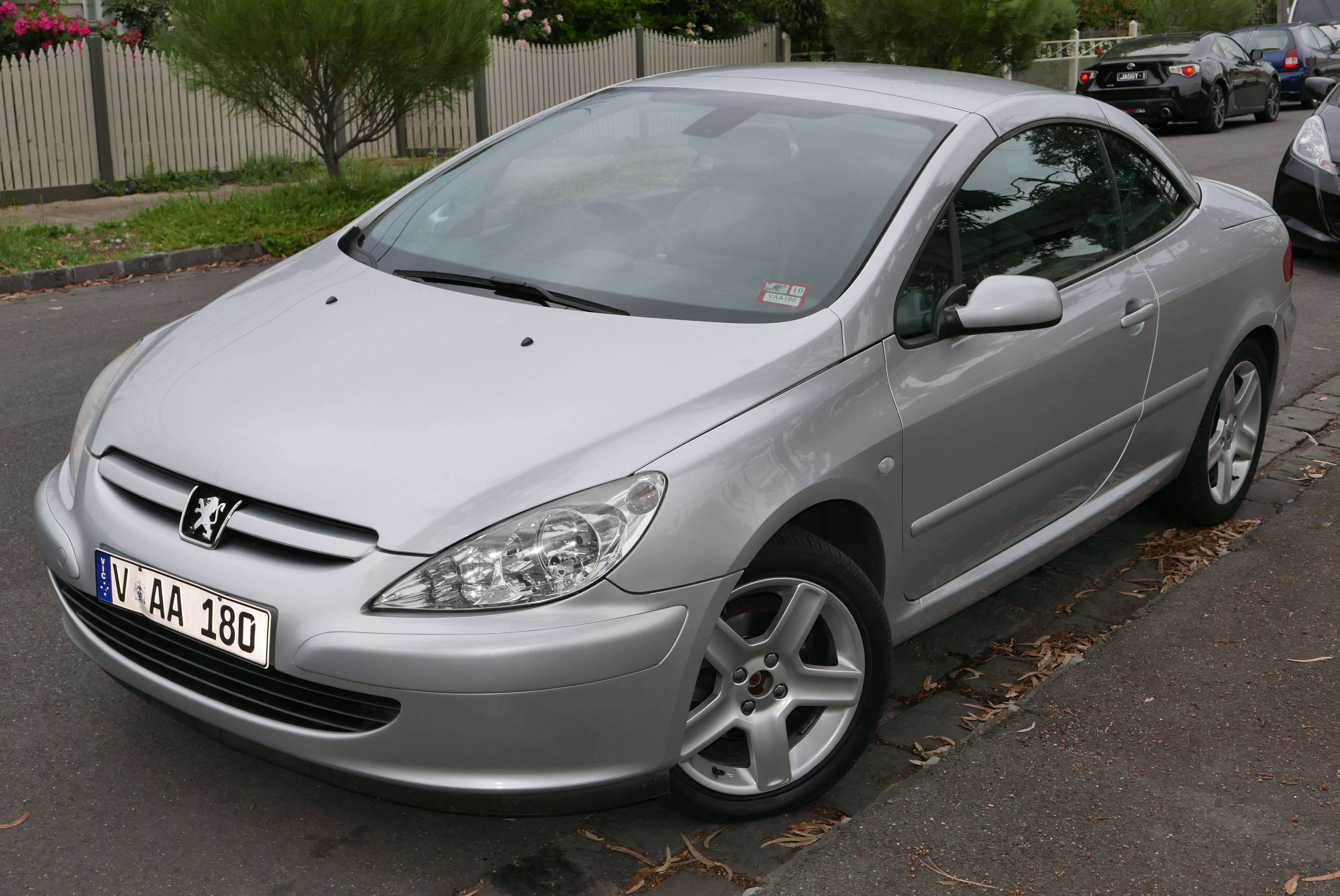
标致307cc

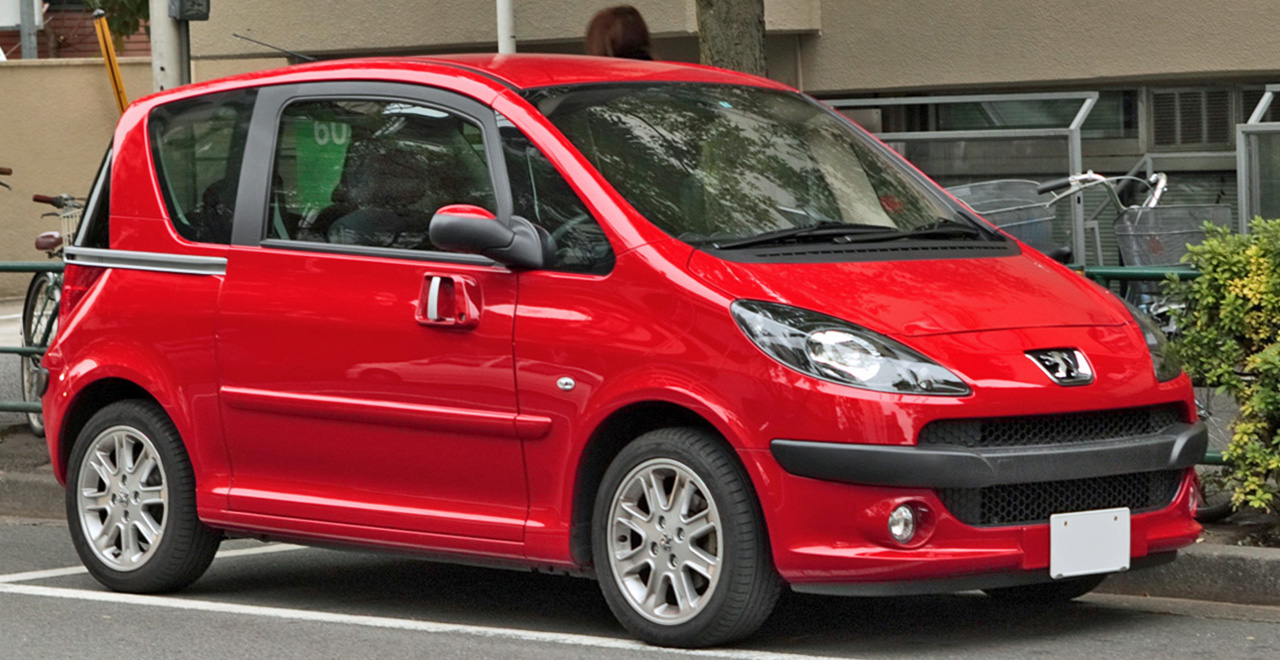
标致1007

标致车型的命名采用x0y格式。x表明汽车的大小（也就是级别），y表明型号（数字越大，型号越新）。因此，一部标致406肯定比一部标致305更大更新。这一通用规则也有例外。例如标致309（Simca的车型编号）就比306更老些。另外一些例外都是因为车型改进款，如206 sw，它基本和4系列的车差不多大小。
这一传统是从1929年标致201下线开始的。从101到909的各个组合数字都已经被注册了。因此1963年保时捷不得不把它新的901两门版改名为911。某些型号的法拉力和布里斯托尔车被允许使用与标致相同的车号。一种未被证实的说法是中间的“0”是用来遮挡早期车型车头发动车辆的摇把孔的。但是系列的第一个车型（如301，401和601）都没用这个“把戏”，到反而是后续型号，如302和402是这样子的。现在307cc和607上，打开后备箱的按钮就是型号上的那个“0”。
标致计划在将来采用中间为两个“0”的四位数字来命名新产品。这个方法已在概念车4002上试用了。2005年推出的标致1007正式采用了这个体系。
获得年度欧洲汽车大奖冠军的标致汽车：
- 1969年：标致504
- 1988年：标致405
- 2002年，标致307
- 2014年，标致308
- 2017年，标致3008
- 2020年，新标致208

获得年度欧洲汽车大奖第二、三名的标致汽车：
- 1980年：标致505
- 1984年：标致205
- 1996年：标致406
- 1998年：标致206

## 其它产品
标致还生产电动工具、胡椒研磨器和盐研磨器。
标致从1882年开始就生产自行车（在1903-1983年间共获得10次环法自行车赛冠军）。生产汽车和摩托车是从1889年开始的。可能因为它的设计理念和标准比别的自行车更严格。大家都认为标致是法国最好的自行车。在80年代后期，标致将“标致自行车”的北美地区使用权卖给了加拿大的ProCycle公司（也叫CCM公司），欧洲的使用权卖给了Cycleurope S.A.。
标致公司仍然是法国市场是最重要的机动脚踏车(摩托車)生产商。

## 汽车型号
- 104、106、107

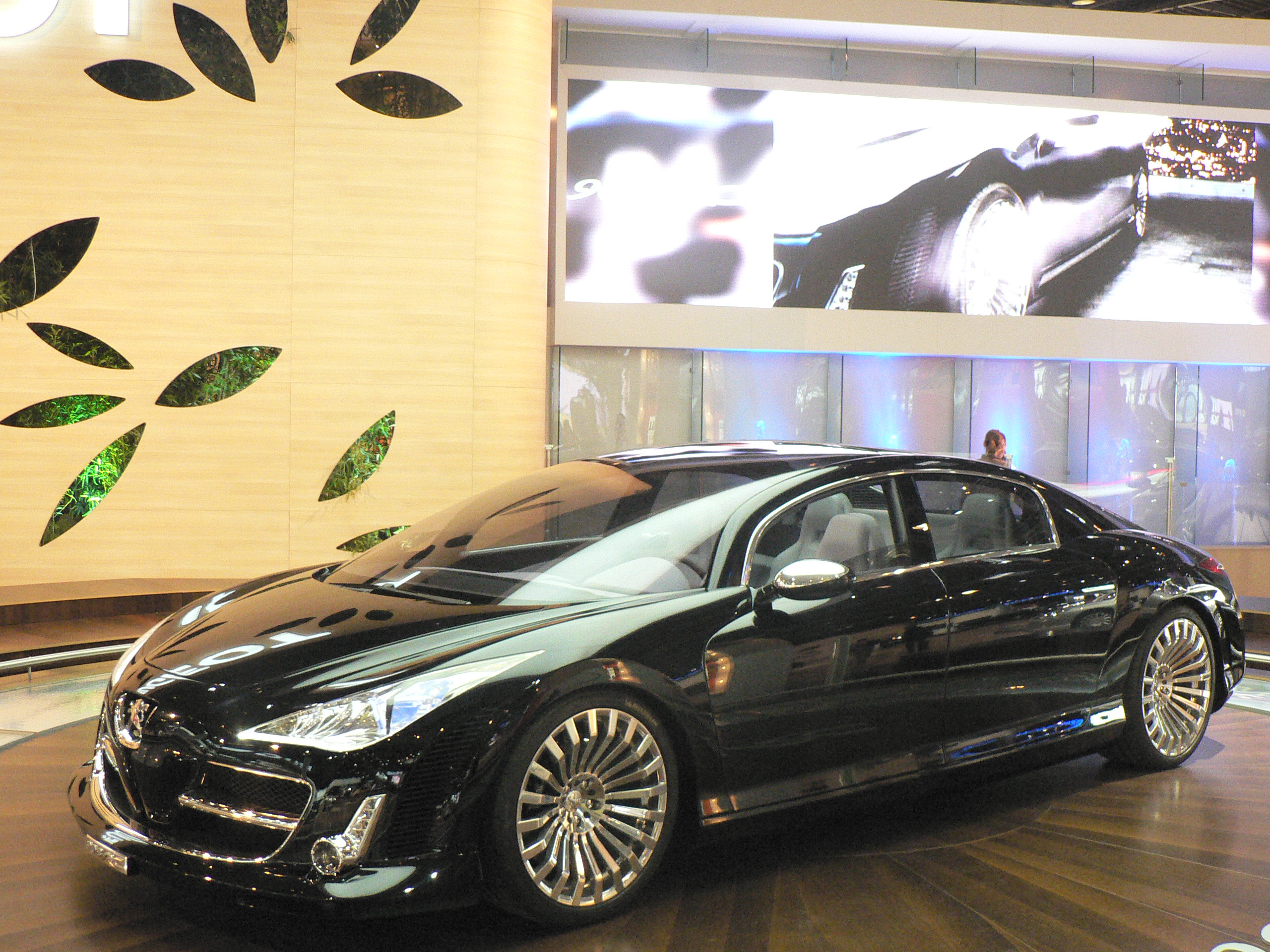
标致908 RC, 2006

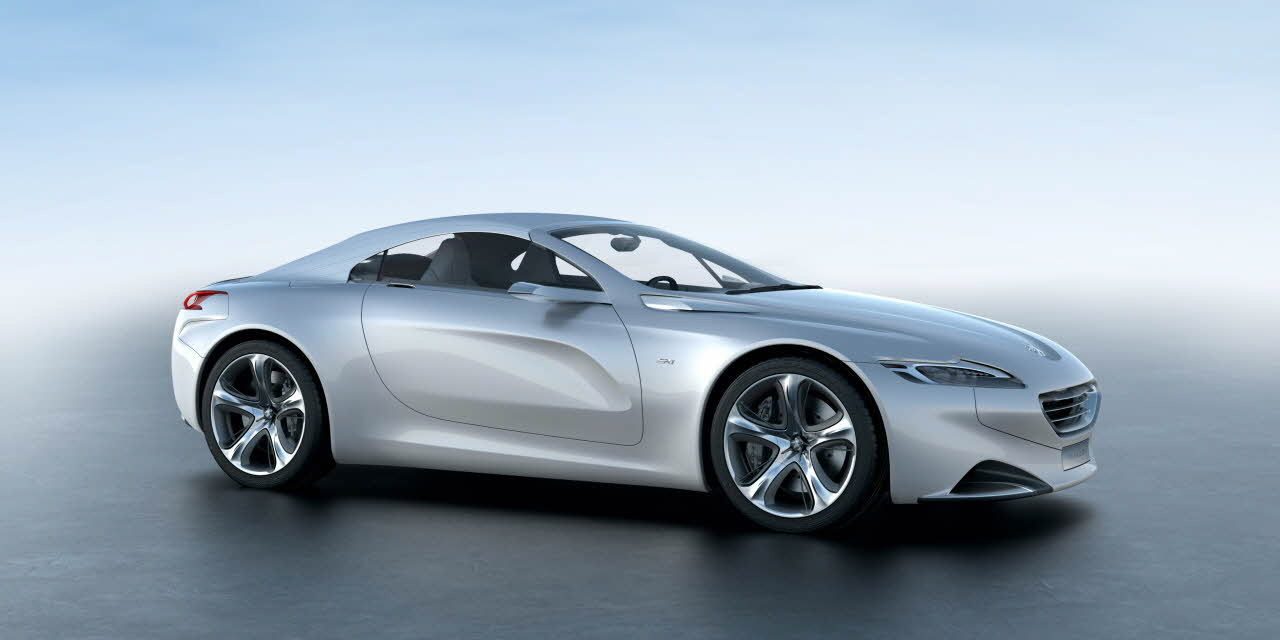
标致SR1, 2010

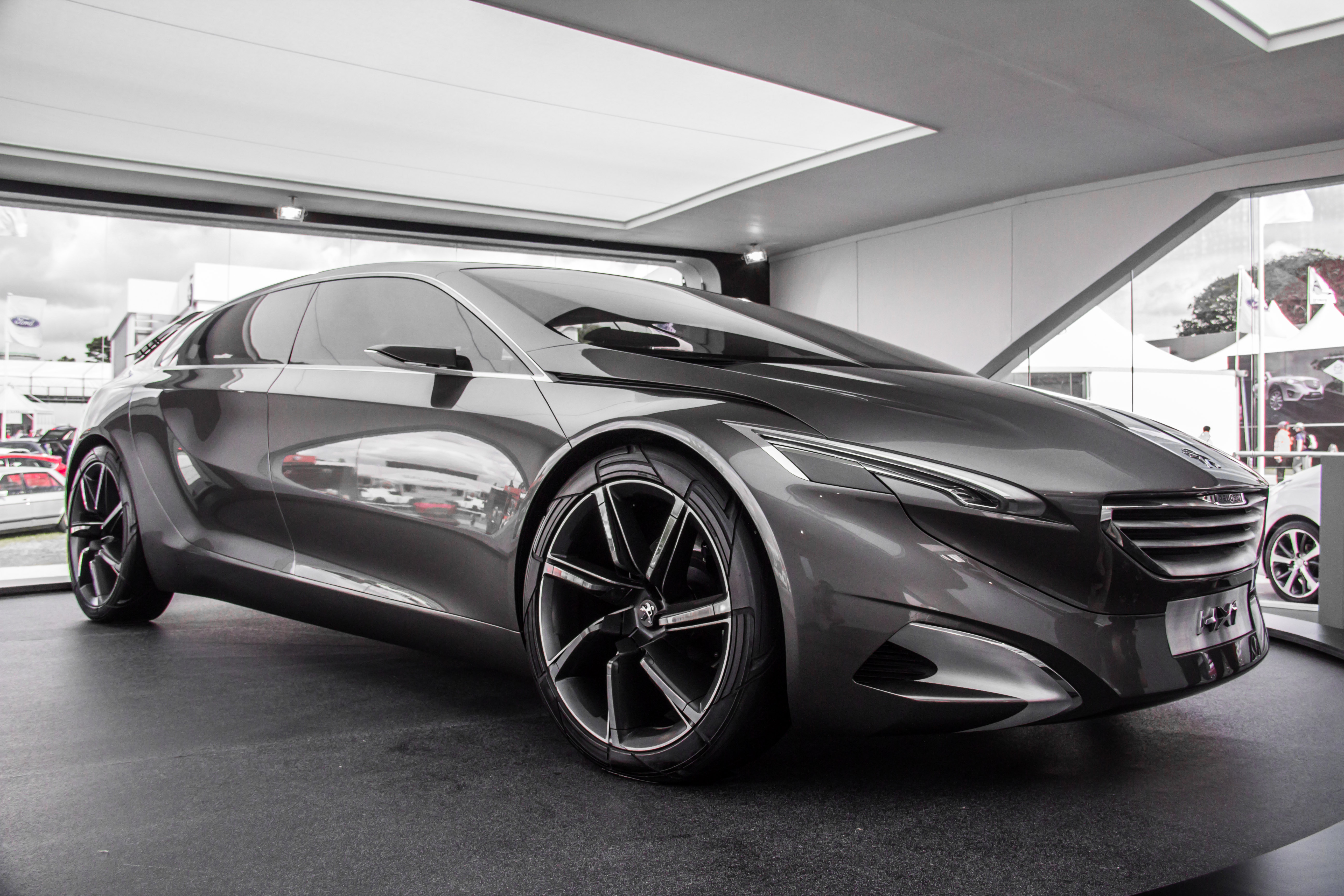
标致HX1, 2011

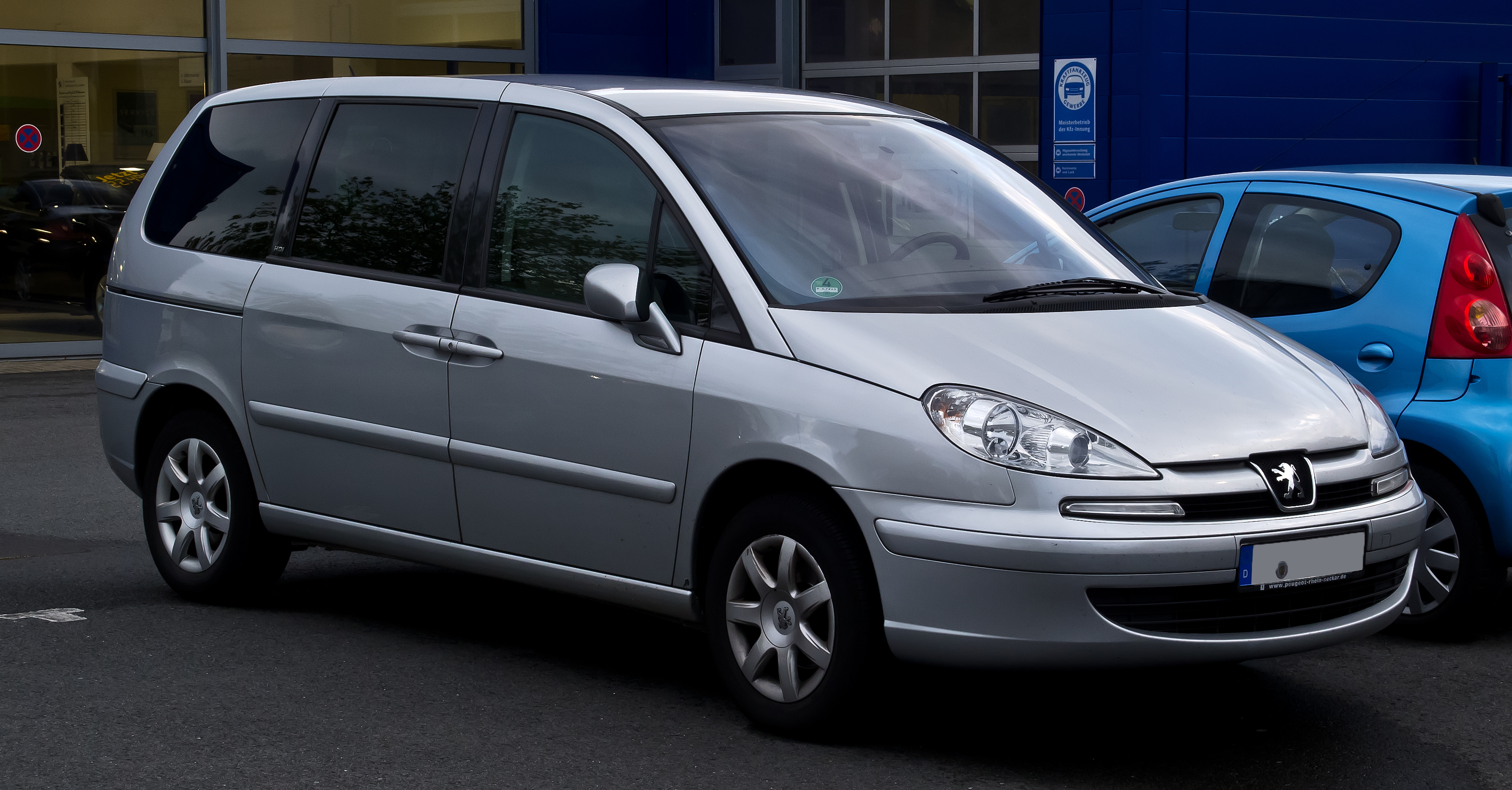
标致807

- 201、202、203、204、205、206、206CC、207、208
- 301、302、304、305、306、307、308、309
- 401、402、403、404、405、406、407、408
- 504、505、508
- 601、604、605、607
- 806、807
- 905、907、908、9X8
- 1007
- 2008
- 3008
- 4008
- 4002、4007
- 5008
- RCZ
- RIFTER

### 全电动车
- iOn

## 其他
- 标致D3A
- 标致D4A
- 标致J7
- 标致J9
- 标致J5
- 标致908 HDi FAP
- Boxer
- Expert
- Partner
- Quark
- P4
- VLV

## 參见
- 神龙汽车